# Frančišek Mlinšek
Frančišek Mlinšek, tudi Fran Mlinšek, slovenski učitelj in čebelar, etnolog * 17. september 1890, Gornji Dolič, † 29. september 1973, Velenje.

## Življenje
Frančišek Mlinšek se je rodil 17. septembra 1890 v Gornjem Doliču, leta 1896 je začel obiskovati velenjsko ljudsko šolo, v letih 1904-1908 pa je obiskoval gimnazijo v Celju. Leta 1908 se je vpisal na učiteljišče v Ljubljani in študij uspešno zaključil leta 1912. 
Kot začasni učitelj je delal v Slovenj Gradcu do leta 1918, v zadnjih mesecih vojne pa je bil mobiliziran. Vojno je preživel in leta 1925 dobil mesto stalnega učitelja na osnovni šoli v Velenju, kjer je pet let kasneje, 1930, ustanovil podružnico Čebelarskega društva za Slovenijo, predhodnika današnje Čebelarske zveze Slovenije. Štiri leta kasneje je ustanovil velenjsko šolsko knjižnico in v njej deloval do 1962, ko je večino gradiva predal novoustanovljeni velenjski mestni knjižnici (ustanovljena 1960). 
V šolskem letu 1940/41 je bil imenovan za začasnega šolskega upravitelja, ob izbruhu vojne se je pa zaposlil sprva na progovnem nadzorstvu v Celju, leta 194 pa na velenjski železniški postaji. Ob koncu vojne je bil znova imenovan za šolskega upravitelja, a je še istega leta bil na lastno željo razrešen te funkcije in se leta 1950, po 39 letih poučevanja, upokojil, a je zaradi pomanjkanja učiteljskega kadra še štiri šolska leta poučeval na srednji šoli, na gimnaziji pa še vse do leta 1956. Bil je eden izmed pomembnejših pobudnikov, organizatorjev in poverjenikov Prešernove družbe.
Ob stoletnici njegovega rojstva je izšlo Mlinškovo berilo: (i)zbrani etnološki in slostveni zapiski (transkript, izbor, klasifikacija, registracija in redigiranje gradiva, biografska uvodnica o Franu Mlinšku, spremne besede, predglednice, komentarji in opombe Jože Hudales in Ivo Stropnik, Velenje, 1991).